# キャリアマトリックス
キャリアマトリックス (略称CMX) は、独立行政法人　労働政策研究・研修機構が提供している、職業とキャリアに関するポータルサイト。
行政刷新会議の事業仕分けで、二度にわたり「廃止」と評価されたことにより、平成23年3月31日をもってサービスを終了した。

## 概要
大きな特徴として、以下の点が挙げられる。
- 多彩な情報を提供している。

職業図鑑、キャリア・デザインに関する情報、キャリアに関する相談機関等の情報、統計情報など、自ら製作したコンテンツに加え、厚生労働省をはじめ労働関係機関の情報にアクセスできるポータルサイト機能が充実している。
- キャリア分析ツールを提供している。

これまで、専門相談機関に赴くか、学校などの就職ガイダンスなどでないと個人的に受けることが難しかった、職業適性診断や職業興味検査を基本としたキャリア分析ツールを提供している。
求職者が自ら使用するのはもちろん、現在就労している社会人が使用できるキャリア確認ツールも備えている。また、就職支援を職業とする関係者にも、知っておくべき統計情報や労働市場の情報が集約されている。